# 三蔵稲荷神社

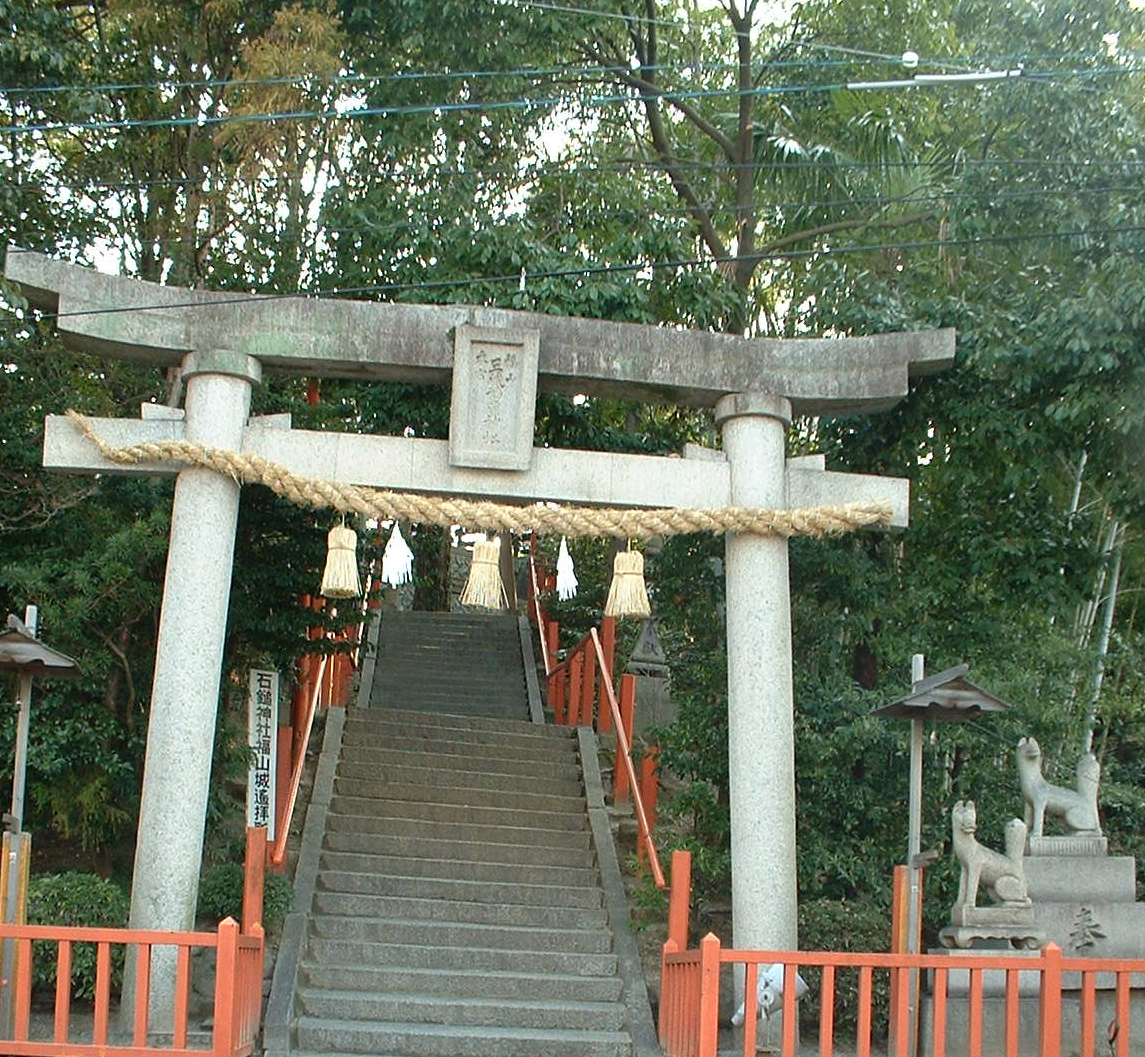
三蔵稲荷鳥居

三蔵稲荷神社（さんぞういなりじんじゃ）とは広島県福山市丸之内の福山城北側にある稲荷神社である。

## 概要
境内には本殿、社務所のほか能舞台がある。福山市民の間での認知度が高く、また毎年ミス三蔵稲荷を選ぶコンテストが行われることでも有名である。
祭神は宇賀魂大神・猿田彦大神・大宮女大神。

### ミス三蔵稲荷コンテスト

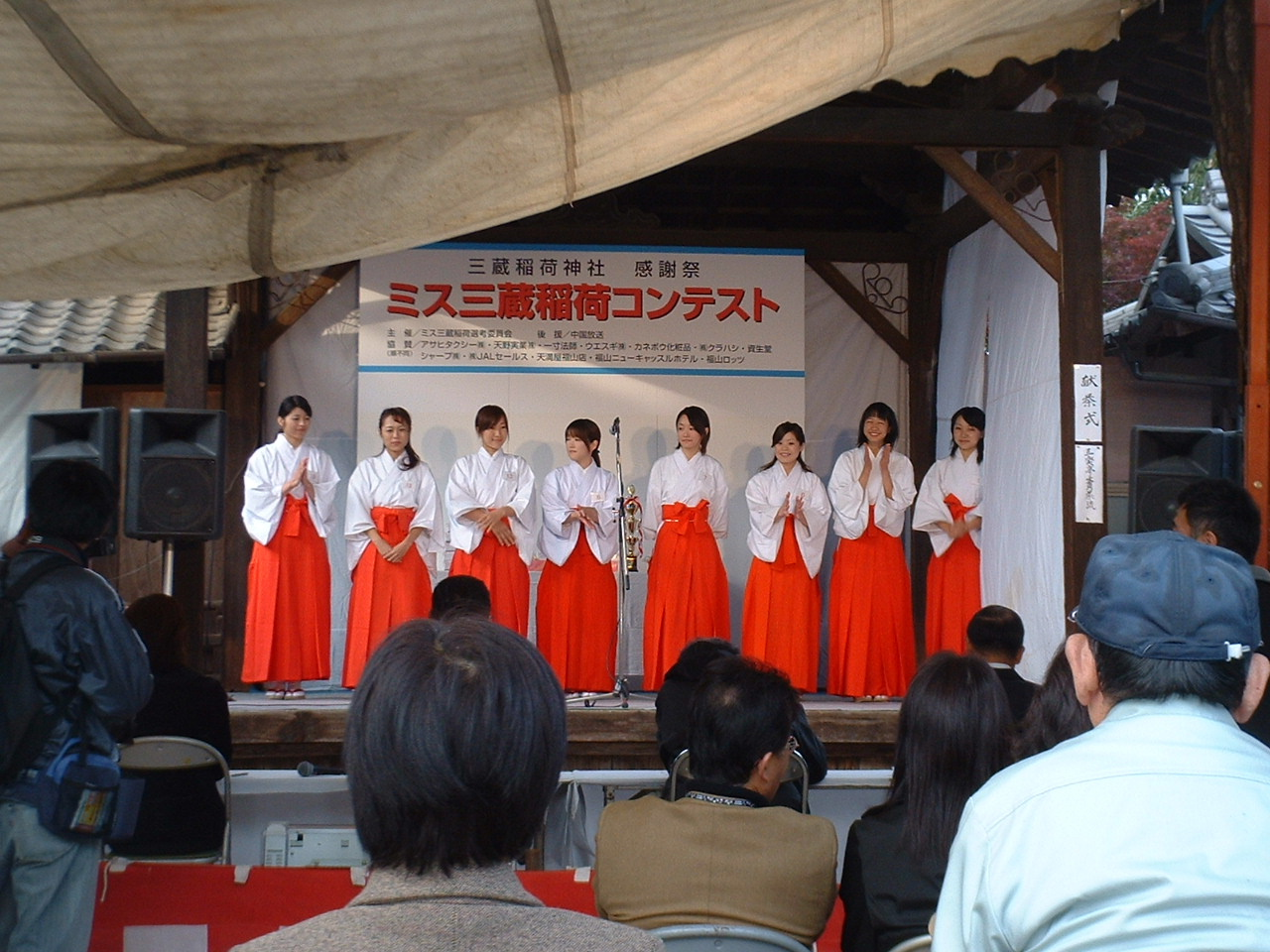
ミス三蔵稲荷コンテスト（2005年）

毎年11月に地元企業の協賛による「三蔵稲荷感謝祭・ミス三蔵稲荷神社ミスコンテスト」が開催されている。一般公募によって集められた27歳までの未婚の女性が自己アピールする1次審査と、2次では選抜された8人が実際に巫女装束に着替えて選考が行われる。ここで3人の女性がミス三蔵稲荷として選ばれ、副賞が授与されるとともに正月の初詣では巫女として奉職する。また毎年1月3日には地元カメラマン参加による「ミス三蔵稲荷撮影会」が開催されている。

## 由緒
書籍等でよく言われるのが、「初代福山藩主水野勝成の行列にいつ頃からか謎の侍が護衛に付き、名を尋ねると“城の北側に住んでおる三蔵と申す”と言い去った事に勝成が感銘を受け以後手厚く祭った」という内容の話であるが、現実的に考えれば藩主に正体不明の人物が護衛に付くことはありえず、これは阿部氏の時代（江戸後期）に福山藩が金を江戸に運ぶ際に担当者の夢枕に祭神が現れて“我は城内稲荷の神三蔵なり、道中無事に江戸に着くよう守る”と言った言い伝えが元になっているようである。

## 所在地
〒720-0061 広島県福山市丸之内1丁目8-7

## 交通アクセス
- 山陽新幹線および山陽本線 福山駅 徒歩5分

## 周辺情報
- 福山城
- 福山八幡宮
- 備後護国神社（旧阿部神社）
- 福山市武道館
- 福山市人権平和資料館
- ふくやま美術館
- ふくやま文学館
- 広島県立歴史博物館
- 福寿会館